# Gulzarilal Nanda
Gulzarilal Nanda (4 de julio de 1898–15 de enero de 1998) fue un político y economista de India especializado en temas laborales.
En hindi: गुलजारीलाल नन्दा (Gulzārīlāl Nandā).
Fue dos veces primer ministro de India interinamente por un periodo de trece días ambas veces: la primera tras la muerte de Jawaharlal Nehru en 1964 y la segunda tras la muerte de Lal Bahadur Shastri en 1966. Ambos mandatos terminaron después que su partido, en Congreso Nacional Indio eligiera un nuevo primer ministro según el procedimiento.
Era un seguidor de los principios de Mahatma Gandhi.
En 1997 el Gobierno de India reconoció su labor otorgándole un Bahat Ratna, la mayor condecoración civil de la India.

## Biografía
Nació en Sialkot, en el Panyab, en la India en tiempos de la dominación británica. Tras la partición de la India en 1947 entre India y Pakistán Sialkot quedó dentro del Panyab pakistaní. Nanda se educó en Lahore, Agra y Prayagraj. En la Universidad de Allahabad investigó en problemas laborales en 1920 y 1921, año en el que se convirtió en profesor de economía en el National College de Bombay.
Este mismo año se unió al movimiento de resistencia pasiva y desobediencia civil contra el gobierno británico. Al año siguiente, en 1922, fue nombrado secretario de la Asociación Laboral Textil de Ahmedabad donde trabajó hasta 1946. Fue encarcelado por Satyagraha en 1932 y posteriormente de 1942 a 1944.
En 1937 había sido elegido para la Asamblea Legislativa de Bombay y sirvió como secretario parlamentario para el gobierno de Bombay hasta 1939.
De 1946 a 1950, como ministro de Trabajo para el gobierno del estado de Bombay resolvió exitosamente el «proyecto de ley de conflictos laborales». Fue fideicomisario del Kasturba Memorial Trust, la fundación en memoria de Kasturba (la esposa de Mojandas Gandhi). Sirvió como secretario del Hindustan Mazdoor Sevak Sangh (Organización de Asistencia Laboral India) y fue presidente de la Junta de Vivienda de Bombay. Fue miembro del Comité Nacional de Planificación y fue uno de los principales artífices de la organización del Indian National Trade Union Congress (Congreso Sindical Nacional Indio) del que posteriormente fue presidente.
En 1947 fue a Ginebra (Suiza) como delegado del gobierno indio en la Conferencia Internacional del Trabajo. Trabajó en el Comité de Libertad de Asociación de dicha conferencia y visitó Suecia, Francia, Suiza, Bélgica y el Reino Unido para estudiar las condiciones laborales y de la vivienda en estos países.
En marzo de 1950 se une a la Comisión India de Planificación como vicepresidente y en septiembre de 1951 fue nombrado ministro de Planificación del Gobierno de la India. Además ocupó las carteras de Riego y Energía. Fue elegido para el Lok Sabha (cámara baja) de Bombay en las elecciones generales de 1952 y fue reelegido ministro de Planificación, Riego y Energía. Dirigió la comisión india en el Comité Consultivo de Planificación (Plan Consultative Comitee) que tuvo lugar en Singapur en 1955 y en la Conferencia Internacional del Trabajo mantenida en Ginebra 1959.
En 1957 fue elegido nuevamente para el Lok Sabha en las elecciones de ese año y nombrado ministro Conjunto de Trabajo, Empleo y Planificación y posteriormente diputado presidente de la Comisión de Planificación. Visitó la República Federal Alemana, Yugoslavia y Austria en 1959.
Fue reelegido para el Lok Sabha en 1962 por el distrito electoral de Sabarkantha en Gujarat. Inició el Foro del Congreso por la Acción Socialista en 1962. Fue ministro de Trabajo y Empleo entre 1962 y 1963, y ministro del Interior entre 1963 y 1966.

## Primer ministro interino
Fue primer ministro dos veces, trece días cada una, tras la muerte de Jawaharlal Nehru en 1964 y Lal Bahadur Shastri en 1966 respectivamente. Ambas veces su mandato fue un mero trámite hasta la elección de un nuevo primer ministro si bien el país estaba en peligro potencial tras la muerte de Nehru debido a las recientes guerras con China en 1962 y con Pakistán en 1965.
| Predecesor: Jawaharlal Nehru Lal Bahadur Shastri | Primer ministro de la República de la India (interino) 1964 1966 | Sucesor: Lal Bahadur Shastri Indira Gandhi |